# Agrochola brunnea
Agrochola brunnea là một loài bướm đêm trong họ Noctuidae.